# Ego

O ego ou eu (alemão: Ich), lugar em que se reconhece, eu de cada um designa na teoria psicanalítica uma das três estruturas do modelo triádico do aparelho psíquico: Id, Ego e Superego. O ego desenvolve-se a partir do Id, na medida que o bebê vai tomando consciência de sua própria identidade, com o objetivo de permitir que seus impulsos sejam eficientes, ou seja, levando em conta o mundo externo: é o chamado princípio da realidade. É esse princípio que introduz a razão, o planejamento e a espera no comportamento humano. A satisfação das pulsões é retardada até o momento em que a realidade permita satisfazê-las com um máximo de prazer e um mínimo de consequências negativas.
O Ego é lógico e racional. Sempre cumpre a função de lidar com a realidade externa (faz um meio campo entre o mundo interno e externo),  lidando com a estimulação que vem tanto da própria mente como do mundo exterior.  Assim, o ego atua como mediador entre o id e o mundo exterior, tendo que lidar também com o superego, com as memórias de todo tipo e com as necessidades físicas do corpo. A sua energia é extraída do Id.

## Psicologia do ego
Sob os auspícios dessa nova escola, influente desde a morte de Freud e hegemônica por décadas, a psicanálise surge integrando múltiplas facetas, passando a se ordenar em torno de novos objetivos terapêuticos, novos métodos de investigação dos processos psíquicos – o empírico no sentido positivista –, novos conceitos, novas táticas e técnicas. Em função desta pluralidade de inovações, os mentores desta escola julgaram mesmo procedente criar uma nova denominação psicanalítica, passando a denominá-la de “psicologia psicanalítica do ego” (RAPAPORT, 1962, p. 42).
Nomeação deveras mais apropriada para o que lograram construir. O conceito de ego, que ordenou todo o arcabouço teórico e técnico da “psicologia psicanalítica do ego”, forçou a metonímia, sem dúvida feliz no que diz respeito à invenção freudiana: foi simplesmente como “psicologia do ego” (sem psicanálise no nome) que esta escola passou a ser reconhecida. A homologação do ego à função da consciência foi o grande equívoco praticado por toda uma geração de analistas que sucedeu a Freud, convertendo-se numa rota de desvio cujos rumores se fazem ainda ouvir em nossos dias. Esta virada teórica veio refletir-se de modo pontual no manejo técnico, ordenando no campo analítico uma técnica calcada no fortalecimento do ego com vistas ao adestramento do desejo inconsciente.
O inconsciente é definido por Freud como um sistema composto por representações instituídas por meio do recalque. O recalque, ao instituir o campo das representações, institui em ato o próprio inconsciente e confere a uma representação seu estatuto inconsciente, de modo que inconsciente e recalque são conceitos indissolúveis e correlatos: “A teoria da repressão [recalcamento] é a pedra angular sobre a qual repousa toda a estrutura da psicanálise”.
A principal função do Ego é procurar atender e aplacar as exigências constantes do Id e a realidade do Superego, logo preservará a saúde, segurança e sanidade da psique. Há muitos conflitos entre o Id e o Ego, pois os impulsos não civilizados do Id estão sempre querendo expressar-se. Freud destacava que os impulsos do Id são muitas vezes reprimidos pelo Ego por causa do medo de castigo. Ou seja, o Ego pode coibir os impulsos inaceitáveis do Id, por exemplo se uma pessoa te fecha no trânsito, o ego te impede de perseguir o carro e agredir fisicamente o motorista infrator, seria um impulso do id (que é totalmente inconsciente). Porém, visto que o indivíduo não pode sobreviver obedecendo somente aos impulsos do Id, é necessário que ele reaja realisticamente a seu ambiente de convívio. O conjunto de procedimentos que leva o indivíduo a comportar-se assim, é o Ego. O Ego é, portanto, mais realístico do que o Id, visando sempre as consequências dos impulsos inconscientes do Id.
O Ego não é completamente consciente, os mecanismos de defesa fazem parte de um nível inconsciente.